# João Victor Gomes da Silva
João Victor Gomes da Silva (Rio de Janeiro, 12 februari 2001) - alias João Gomes - is een Braziliaans betaald voetballer die doorgaans als middenvelder speelt. Hij verruilde Flamengo in januari 2023 voor Wolverhampton Wanderers.

## Clubcarrière
Nadat hij begon bij Vasco da Gama maakte João Gomes de overstap naar de jeugd van Flamengo. Hij won met Flamengo –20 in 2019 zowel de landstitel, de staatstitel als de supercup. Hij werd opgeroepen voor Brazilië –20, maar ging niet op deze uitnodiging in om zo met Flamengo de competitie af te kunnen maken. João Gomes maakte op 22 oktober 2020 zijn profdebuut tijdens een wedstrijd in de Copa Libertadores 2020, een 3–1 overwinning thuis op het Colombiaanse Atlético Junior. Zijn debuut in de Série A volgde op 1 november tijdens een 1–4 nederlaag thuis tegen São Paulo. João Gomes maakte op 23 mei 2021 zijn eerste profdoelpunt, tijdens een 3–1 overwinning op Fluminense in de finale van het Campeonato Carioca 2021.
João Gomes droeg in zijn eerste seizoen op profniveau tijdens zeven invalbeurten en vier basisplaatsen bij aan het behalen van het landskampioenschap. In de jaren die volgden, groeide zijn rol bij Flamengo. In 2022 behoorde hij definitief tot het basiselftal. João Gomes maakte dat jaar deel uit van een Flamengo dat zowel de Copa Libertadores als de Copa do Brasil won. Hij speelde tijdens die toernooien op één na alle wedstrijden.
João Gomes tekende in januari 2023 een contract tot medio 2028 bij Wolverhampton Wanderers. Dat betaalde circa 18,5 miljoen euro voor hem aan Flamengo. Zijn eerste goal in Engelse dienst was de beslissende 1–2 tijdens een competitiewedstrijd uit bij Southampton op 11 februari 2023.

## Clubstatistieken
| Seizoen | Club                    | Competitie     | Competitie | Competitie | Beker | Beker | Internationaal | Internationaal | Totaal | Totaal |
| Seizoen | Club                    | Competitie     | Wed.       | Dlp.       | Wed.  | Dlp.  | Wed.           | Dlp.           | Wed.   | Dlp.   |
| ------- | ----------------------- | -------------- | ---------- | ---------- | ----- | ----- | -------------- | -------------- | ------ | ------ |
| 2020    | Flamengo                | Série A        | 11         | 0          | 0     | 0     | 3              | 0              | 14     | 0      |
| 2021    | Flamengo                | Série A        | 19         | 0          | 4     | 1     | 6              | 0              | 29     | 1      |
| 2022    | Flamengo                | Série A        | 29         | 0          | 9     | 2     | 12             | 0              | 50     | 2      |
| 2022/23 | Wolverhampton Wanderers | Premier League | 11         | 1          | 0     | 0     | –              | –              | 11     | 1      |
| 2023/24 | Wolverhampton Wanderers | Premier League | 0          | 0          | 0     | 0     | –              | –              | 0      | 0      |
| Totaal  | Totaal                  | Totaal         | 70         | 1          | 13    | 3     | 21             | 0              | 104    | 4      |

Bijgewerkt t/m 26 juli 2023

## Erelijst
| Copa Libertadores 2022 | 1x | 2022 |
| Kampioen Série A       | 1x | 2020 |
| Copa do Brasil         | 1x | 2022 |
| Supercopa do Brasil    | 1x | 2021 |

1 Sá ·
2 Doherty ·
3 Aït-Nouri ·
4 Bueno ·
6 Traoré ·
6 André ·
8 J. Gomes ·
9 Strand Larsen ·
11 Hwang ·
12 Cunha ·
14 Mosquera ·
15 Dawson ·
18 Kalajdžić ·
19 R. Gomes ·
20 Doyle ·
21 Sarabia ·
22 Semedo ·
24 T. Gomes ·
25 Bentley ·
27 Bellegarde ·
29 Guedes ·
30 González ·
31 Johnstone ·
33 Meupiyou ·
34 Djiga ·
37 Lima ·
39 Cundle ·
40 King ·
Coach: Pereira